# Shockwave (Transformers)
Shockwave (Laserwave en Japón) es un personaje ficticio de la serie Transformers. Shockwave es un Decepticon identificable por dos detalles: psicológicamente, posee la fría lógica que se puede esperar de una máquina sin sentimientos, y expresa todas sus estrategias con cálculos; físicamente, el único rasgo facial que posee es un ojo ciclóptico (sin nariz ni boca, sólo un ojo en la parte frontal de su cabeza). Shockwave no tiene una modalidad de máquina terrícola a diferencia del resto de los cibertronianos, sino que se transforma en una pistola Cybertroniana (aunque también ha sido representado como teniendo los modos alternativos de un tanque o jet Cybertroniano en otras iteraciones de la franquicia).

## Transformers: Generación 1
Cuando Megatron decidió abordar la nave Nemesis para emboscar a los Autobots, dejó a Shockwave a cargo de Cybertron. Shockwave se encargó del planeta durante los 4 millones de años que los Autobots y Decepticons estuvieron perdidos, y cuando se enteró de su presencia en la Tierra, construyó un puente espacial que permitía viajar de la Tierra a Cybertron y viceversa. Cada vez que los Decepticons reunían Energon, se lo enviaban a Shockwave por medio del puente espacial, y si los Autobots necesitaban algo que estuviera en Cybertron, debían colarse en el puente espacial y después enfrentarse a Shockwave en Cybertron.
Shockwave dejó de aparecer tras el ataque de Unicron a Cybertron. No se sabe si sobrevivió.

## Cómics
A diferencia de su versión de la TV, el Shockwave de los cómics viajó a la Tierra apenas se estrellaron los Autobots y los Decepticons. El campo magnético de la atmósfera confundió a su sistema de guía y terminó en la Tierra Salvaje (en esa época, los cómics de Transformers pertenecían al universo Marvel). Allí, empezó a aniquilar a las formas de vida nativas. La nave Autobot reparó a 5 guerreros Autobot para detenerlo: los Dinobots. Shockwave éstuvo a punto de vencer, de no ser porque el Dinobot Snarl le arrojó parte de una montaña encima. Sin embargo, Shockwave alcanzó a arrojar a los Dinobots a un estanque de alquitrán, donde se hundieron y quedaron inoperativos, igual que Shockwave. Cuatro millones de años después, Shockwave despertó y descubrió que los Autobots estaban ganando la guerra en la Tierra. Shockwave intervino en una batalla entre Autobots y Decepticons y derribó a todos los Autobots que quedaban en pie (entre ellos, Optimus Prime). Shockwave consideró, según su lógica, que Megatron había guiado muchas veces a los Decepticons a la derrota, y por eso no debía seguir siendo el líder de los Decepticons. Desde entonces, Shockwave se convirtió en líder y dirigió algunos ataques exitosos. Su error fue conservar vivo a Optimus Prime, al que mantenía como una cabeza separada del cuerpo, pero aún con la capacidad de hablar y ver lo que sucedía. Optimus Prime recuperó su cuerpo y derrotó a Shockwave.
Poco tiempo después, Megatron y Shockwave reunieron, cada uno por su parte, a las tropas Decepticon (Shockwave a los Seekers, Megatron a los cassettes). Cuando se encontraron, estuvieron a punto de destruirse, de no ser por la intervención de Soundwave, que les dijo que serían mejores líderes uniendo sus habilidades y puntos de vista (el lógico de Shockwave y el más activo de Megatron) para, algún día, aniquilar a los Autobots (esta parte de la historia ocurrió en el #65 de Marvel UK, que transcurre entre el #16 y #17 del comic USA). Luego de estos eventos, Straxus, el gobernador Decepticon de la ciudad Cybertroniana Polyhex, comunicó a los Decepticons en la Tierra que había construido un puente espacial interdimensional que permitiría el viaje instantáneo entre la Tierra y Cybertron. Mientras Megatron iba a recibir a los Decepticons que llegarían de Cybertron, Shockwave quedó a cargo de la base Decepticon, tras lo cual hubo un ataque Autobot. Aunque Shockwave hizo huir a los Autobots, no se dio cuenta de que su verdadero objetivo había sido logrado: grabar y analizar la tecnología que permitía a los Constructicons fusionarse en Devastator (esta tecnología permitiría que los Autobots crearan a los Aerialbots). Tras este fracaso, Shockwave le devolvió el mando a Megatron.
Cuando Optimus Prime murió (un humano activó un control que lo hizo explotar), Megatron se volvió loco por no haber sido responsable directo de su muerte. Shockwave consideró que su líder estaba demasiado inestable para dirigirlos, e ideó un plan para volver a tomar el mando. Hizo que los Predacons vinieran de Cybertron para eliminar a Megatron, pero fracasaron. Sin embargo, Megatron, en su locura, hizo explotar el puente espacial... con él mismo dentro. Así, Shockwave volvió a ser el líder de los Decepticons.
Poco después de la llegada de Ratbat a la Tierra, Shockwave se enfrentó a Fortress Maximus, alias Spike Witwicky, que quería salvar a su hermano Buster (secuestrado por Ratbat). La batalla continuó en el espacio, donde tras recibir un disparo de 2 cañones gemelos de Fortress Maximus en los cohetes de propulsión de Shockwave que estaba en forma de pistola cibertroniana, Shockwave cayó en la atmósfera terrestre incendiandose en la reentrada. Con Shockwave perdido, Ratbat tomó el mando de los Decepticons.
Pero ese no fue el fin de Shockwave. Tiempo después, él reapareció e inició una rebelión contra Scorponok, el líder Decepticon tras la muerte de Ratbat. Los aliados de Shockwave fueron Starscream, Ravage, Runabout, Runamuck, Mindwipe y Triggerhappy. La rebelión fracasó, pero Shockwave no tuvo tiempo de pensar en su derrota, porque todos los Transformers fueron teletransportados a Cybertron para enfrentarse a la amenaza de Unicron. Shockwave, que ya daba la batalla por perdida, prefirió huir a la Tierra junto con Starscream en vez de enfrentar a Unicron. Sin embargo, fue emboscado por Megatron (que había sobrevivido a su incidente con el puente espacial), mientras que el Autobot Ratchet se encargó de Starscream. La nave se estrelló y no se supo de los cuatro Transformers por mucho tiempo. Sin embargo en algunos cómics y en la mayoría de las series de TV (incluyendo la película DOTM) lo describen (junto con Soundwave) como el Asesino Decepticon siempre fiel a las órdenes de Megatron.

### Ficha Técnica
| Lema             | "La claridad antes de pensar te hace muy prudente para actuar."                |
| Transformación   | Pistola Megacañon Laser/Autobot Humanoide (Longarm Prime)/Tanque Cybertroniano |
| Rango            | 8                                                                              |
| Fuerza           | 10                                                                             |
| Estado           | Vivo                                                                           |
| Inteligencia     | 9                                                                              |
| Velocidad        | 7                                                                              |
| Resistencia      | 10                                                                             |
| Potencia de tiro | 10                                                                             |
| Destreza         | 6                                                                              |

### Transformers Classics
En el cómic de Transformers Classics continúa desde el final del cómic original, pero ignora los hechos del cómic Transformers Generación 2.
Megatron reaparece en el cómic de Transformers Classics, publicado por el Official Transformers Collectors' Club (Club Oficial de Coleccionistas de Transformers), y dice que mantiene vivo a Shockwave, aunque de alguna manera humillante. En el cómic de convención "Games of Deception" se descubre que Megatron mantiene a Shockwave como una cabeza sin cuerpo, pero consciente, de una manera similar a como Shockwave tenía a Optimus Prime. Aparentemente, Megatron conserva vivo a Shockwave por la información útil que posee. En el cómic, Megatron le pregunta a Shockwave cuánto sabe acerca del misterioso Bug Bite.

## Transformers: Energon
Por razones de copyright, Hasbro tuvo que cambiar el nombre del personaje a Shockblast, pero en Japón se siguió llamando Laserwave. Sigue teniendo un aspecto al original solo que se transforma en un tanque de láser.
Él estuvo en la prisión de Cybertron.

## Transformers: The Game
A pesar de que Shockwave no apareció en la película de imagen real de Transformers, sí apareció en el videojuego basado en aquella. En el juego, Shockwave es un Triple-Changer que puede transformarse en un cañón estacionario y en un helicóptero. El jugador utiliza a Optimus Prime para evitar que Shockwave destruya la ciudad de Sam Witwicky.
Shockwave también aparece en una etapa de bonus en Cybertron, pero no se transforma.

## Transformers Animated
Esta versión de Shockwave es un espía y maestro del disfraz que culpa a Wasp de espionaje Decepticon, este se infiltra en los Autobots disfrazado de Longarm. Como Longarm Prime, Shockwave ha logrado un alto puesto en la jerarquía Autobot.
Aunque a mediados de la serie es descubierto que es un espía, entonces el escapa hiriendo gravemente a Ultra Magnus y robando su martillo , termina junto con Megatron y Omega Supreme en la luna, al final de la serie termina arrestado junto con Megatron, Lugnut y otros decepticon en Cybertron.

## Películas live-action

### Transformers: el lado oscuro de la luna
Shockwave y su mascota Driller atacaron a los Autobots cuando fueron convocados a Chernobyl por el agente de los Decepticons, el ruso Alexi Voskhod. Esto fue hecho como un acto de dirección equivocada para asegurar que los Autobots no se dieran cuenta de que los Decepticons realmente querían que encontraran la celda de combustible del Arca ubicada dentro de la instalación. Después de que Optimus Prime recuperó la célula de combustible del Driller, Shockwave surgió de ella para revelarse a Optimus, y el par se retiró rápidamente bajo tierra, dejando a Optimus muy preocupado al ver Shockwave en la Tierra.
Más tarde, Shockwave participó en la invasión de Chicago. Él y Driller emergieron de debajo del convoy de Autobots, y el Driller separó a Optimus de su remolque. Shockwave dejó el Driller y procedió a localizar los Autobots. Los Wreckers (Leadfoot, Topspin y Roadbuster) fueron enviados ahí para distraerlo, disparando su armadura con fuego de sus ametralladoras. Utilizó un coche como escudo y disparó contra ellos, y una vez que se alejaron, comenzó amenazadoramente a perseguirlos por el camino, perdiendo los dos pequeños Autobots, Wheelie y Brains, que rápidamente huyeron. 
Más tarde, notó a los seres humanos dentro de un edificio, y envió a su Driller a la batalla para derribar un edificio y matar a Sam Witwicky, Carly Spencer, Robert Epps y los otros humanos dentro. Sin embargo, la bestia fue asesinada por Optimus Prime usando su equipo de vuelo. Enfurecido por la muerte de su mascota, Shockwave abrió fuego contra el líder Autobot, lo incapacitó brevemente y lo sacó de la pelea. 
Pronto se unió a Soundwave y Barricade en el redondeo de los otros Autobots. Brains y Wheelie previnieron a los Decepticons de ejecutar a sus prisioneros tomando el control de una nave Decepticon, y dejando caer a los combatientes en el campo de batalla. Shockwave se retiró más lejos con Barricade y algunos otros Decepticons, pero los soldados humanos habían puesto una trampa y dispararon sobre ellos. El rostro de Shockwave estaba oscurecido por uno de sus paracaídas, y su ojo fue disparado por los Wreckers, haciendo que se balanceara por sus cables. A continuación, intentó escapar, pero Optimus Prime volvió a cargar la batalla, y cuando Shockwave le disparó, el Autobot esquivó el tiro, se puso una nudillera, y golpeó con fuerza a Shockwave tan fuerte que parte de su abdomen se rompió. Optimus Prime no se dio por vencido, golpeó de nuevo Shockwave, le hizo una llave al cuello al Decepticon y le arrancó el ojo, matando finalmente al sanguinario Decepticon. Luego Optimus utilizó el cañón de Shockwave para disparar el pilar de control, establecido en el edificio donde estaba Sentinel Prime atrayendo al planeta Cybertron.

### Transformers: la era de la extinción
Cinco años después de la Batalla de Chicago, Shockwave fue catalogado como "fallecido" por el grupo de trabajo de la CIA "Cemetery Wind".
En esta nueva entrega se puede ver que su diseño es encontrado en Chicago y es utilizado por KSI para crear al prototipo Two Head pero añadiéndole dos cabezas. KSI hizo 3 copias de este. Después es utilizado por Galvatron (reencarnación de Megatron) para combatir contra los Autobots. El primero muere a manos de Hound, el segundo muere asesinado por Optimus Prime usando la granada de Lockdown en Hong Kong, del último no se sabe nada, se cree que escapó y se oculto.

### Transformers: el último caballero
Cuando Viviane Wembley fue secuestrada por Hot Rod, comentó que su captor sería mejor ser un Transformer famoso, como Shockwave o Soundwave, tal vez desconocen que ambos Decepticons habían muerto. Hot Rod replicó que era más impresionante que cualquiera de ellos. 
Aunque a Shockwave se le había dado por muerto, aparece un doble de él, ahora siendo un avión de combate, conocido como Nitro Zeus, quién estuvo bajo custodia por el TRF junto a otros Decepticons, hasta ser liberados por Megatron para buscar a Cade Yeager y a los Autobots. Los siguieron hasta una ciudad abandonada, donde se encontraron con algunas resistencias no bastante inesperadas entre los Autobots Bumblebee, Drift y Crosshairs. Sin saberlo a los Decepticons, Cade también había arreglado la ciudad con explosivos que dañaron a los Decepticons. Mientras muchos otros Decepticons mueren en el caos resultante, Nitro Zeus estaba entre los supervivientes, aunque Cade escapó. Cuando Cade viajó a Inglaterra, Nitro Zeus siguió con Megatron y Barricade.
Megatron pronto, inevitablemente, traicionó al TRF y comenzó a trabajar con Quintessa para destruir la Tierra y restaurar Cybertron (terminar lo que Sentinel Prime inició). Después de que un corrupto Optimus Prime se liberara del control de Quintessa, Nitro Zeus estaba al lado de Megatron cuando tomó al equipo de Prime. En lugar de vengar a Shockwave, Nitro sostuvo al Autobot debilitado a puntar su pistola y se burló de él por perder su oportunidad de matar a Unicron. Él entonces hizo su manera a Stonehenge con su líder y ensambló a sus camaradas en el mirar mientras que los dos planetas comenzaron a chocar, pero finalmente huyeron cuando fueron atacados. Luego siguió a Megatron a Cybertron para reunirse con Quintessa y participó en la batalla final con los Autobots. Se unió a su líder e Infernocus en las líneas de frente, pero cayó hacia atrás cuando los Autobots derrotaron. Dentro de la cámara de ignición, luchó ferozmente a lo largo al lado de Megatron en atacar a Optimus, Bumblebee, Hot Rod y Hound. Desafortunadamente, a pesar de tener su propio durante la mayor parte de la batalla, como el centro de control se desplomó a la tierra, se reunió con su desaparición cuando Bumblebee se aferró a su espalda y acabó con él decapitándolo.

### Bumblebee
Shockwave apareció en el reboot de Transformers Bumblebee con un diseño mucho más fiel al de Generación 1.